# Schrottgrenze
Schrottgrenze ist eine 1994 in Peine gegründete deutsche Indie-Rock-Band. Ihre Gründungsmitglieder waren Saskia Tsitsigias und Timo Sauer. Die Gruppe spielte in den 1990er Jahren deutschsprachigen Pop-Punk, der mit dem 1998 erschienenen Album Super. seinen Höhepunkt fand. In späteren Jahren vollzog Schrottgrenze einen Stilwechsel zu wavigem Indie-Rock und Post-Punk. Im Laufe der Jahre existierte die Gruppe in verschiedenen Besetzungen und spielte insgesamt etwa 300 Konzerte in Deutschland, Österreich und der Schweiz.

## Geschichte
1995 erschien nach zwei Demo-Tapes die Vinyl-EP Unehrlich, verlogen und stinkfaul, wenige Monate später folgten der erste Longplayer und überregionale Konzertreisen. 1998 erschien das Album Super., 1999 die Singles- und Sampler-Compilation Reibung, Baby! Nach einer ausgiebigen Deutschlandtour pausierte die Gruppe für zwei Jahre.
Zwischen 2000 und 2002 zog die Band nach Hamburg und meldete sich 2003 mit Vaganten und Renegaten zurück. Etwa 50 Konzerte in Deutschland und Österreich folgten. Ende 2004 veröffentlichte das Hamburger Label Weird System das Album Das Ende unserer Zeit (Mix: Tobias Levin). Die (Video-)Auskopplungen Belladonna und Fernglas sorgten für Aufmerksamkeit in TV und Independent-Radios. Darüber hinaus spielten Schrottgrenze zweimal live bei Kuttner. Knapp 100 Konzerte umfasst die Tournee 2004/2005.
2006 produzierte Tobias Levin das Album Château Schrottgrenze. Das Album entbehrt fast gänzlich der punkigen Sounds der frühen Schrottgrenze-Tage und zeigt die Vorlieben der Gruppe für wavige, melancholische Songs. Es folgten etwa 60 Château-Konzerte sowie die Singles Am gleichen Meer und Fotolabor. 2007 erschien eine gemeinsame Split-7" mit den Bands junges glueck, Herrenmagazin und Janka. Vor den Aufnahmen zum sechsten Album gab es wieder personelle Veränderungen in der Band. Bassist Herr Pohn und Schlagzeuger Caddy verließen die Band. Neuer Mann am Bass wurde Christoph „Zombo“ Kohler, der vorher bei junges glueck gespielt hatte. Das Schlagzeug übernahm fortan Benni Thiel. Im Mai 2007 begannen dann die Aufnahmen für das neue Album im Hamburger Soundgarden-Studio mit Peta Devlin als Produzentin. Das daraus entstandene Album Schrottism erschien am 19. Oktober 2007. In den Herbstmonaten spielte man insgesamt 24 Konzerte in Deutschland, Österreich und der Schweiz.
Im April 2008 gab die Band auf ihrer Myspace-Seite bekannt, dass sie aus privaten Gründen (Solokarrieren und familiäre Belange) auf vorerst unbestimmte Zeit pausieren wird. Sängerin und Gitarristin Saskia Tsitsigias widmete sich während der Pause anderen Projekten. So schloss sie sich den Hamburger Bands Saboteur, Das Bierbeben und Station 17 an. Benni Thiel war fortan als Schlagzeuger bei Jochen Distelmeyer aktiv. Im Jahr 2009 gründete Timo Sauer die Band Tusq.
Die Band gab am 12. Juni 2010 in Jülich ihr letztes Konzert und löste sich danach auf.
Am 15. Mai 2014 spielten sie zu Ehren des 10-jährigen Bühnenjubiläums der Band Herrenmagazin im Hamburger Club Uebel & Gefährlich neben Janka, junges glueck und Findus ein etwa zwanzigminütiges Set. Dies sollte nach Aussage der Band eine einmalige Reunion sein. Für 2015 wurden jedoch drei „Gala“-Konzerte anlässlich der Veröffentlichung der Best-Of-Compilation Fotolabor 1995–2015, sowie mehrere Festivalauftritte angekündigt. Am Bass war nun Hauke Röh (Frau Potz, Station 17).
Am 20. Januar 2017 veröffentlichten Schrottgrenze das Album Glitzer auf Beton über das Hamburger Indielabel Tapete Records. Als eine von wenigen deutschsprachigen Indie Rockbands widmete sich Schrottgrenze Themen wie gleichgeschlechtlicher Liebe und der Dekonstruktion von Geschlechterstereotypen. Das Ox-Fanzine befand dazu: „Zumindest hier in Deutschland stoßen SCHROTTGRENZE damit neue Türen auf und verleihen all denen einen Stimme, die sich in ihrer Sexualität unsicher sind und bisher auch in der Punk- und Indie-Szene kaum Gehör fanden.“ Das Magazin Visions bezeichnete Glitzer auf Beton als „eine der besten deutschsprachigen Indiepopplatten des Jahres“. Ab Februar 2017 gingen Schrottgrenze auf ausgedehnte Club-Tour.
Am 18. Oktober 2019 veröffentlichte die Band unter dem Titel Alles Zerpflücken ihr neuntes Album über Tapete Records und vertiefte darauf abermals queere Thematiken. Die Texte behandeln Themen wie Queerness, Feminismus, kritische Männlichkeit, Geschlechterrollen, queere Freiräume, Rassismus und Antisemitismus. Saskia Tsitsigias tritt bei Schrottgrenze fortan als Saskia Lavaux auf und outete sich im Zuge dessen als trans* feminine, pansexuelle Person. Der politische Anspruch von Alles Zerpflücken spiegelt sich anhand der Gäste auf der Platte wider: So gastierten Musiker der Polit-Punk-Band Slime ebenso wie die queerfeministische Rapperin Sookee. Der Musikexpress bezeichnete das Album als „[e]in dreißigminütiges Festival der grenzenlosen Liebe, unverdruckst und herrlich offen wie im vom Ska geküssten Titeltrack. ‚Du weißt, es ist mehr, viel mehr als eine Phase / Wenn ich dir sag’, dass ich gerne blase.‘“
Alles Zerpflücken erreichte Platz 53 der deutschen Albumcharts.
Für die Tribute-Compilation Wir müssen hier raus – Eine Hommage an Ton Steine Scherben und Rio Reiser coverten Schrottgrenze den Rio-Reiser-Song Menschenfresser.
2020 verließ Schlagzeuger Benni Thiel die Band und wurde durch den ehemaligen Schlagzeuger der Band junges glueck Lars Watermann ersetzt.

## Diskografie

### Alben
- 1995: Auf die Bärte, fertig, los !!! (Scumfuck Mucke)
- 1998: Super. (Impact Records)
- 2000: Vormärz Sekrete (unveröffentlicht)
- 2003: Vaganten und Renegaten (Der Meisterbetrieb, Rocktypen)
- 2004: Das Ende unserer Zeit (Weird System)
- 2006: Château Schrottgrenze (Motor Music)
- 2007: Schrottism (Motor Music)
- 2017: Glitzer auf Beton (Tapete Records)
- 2019: Alles zerpflücken (Tapete Records)
- 2023: Das Universum ist nicht binär (Tapete Records)

### EPs
- 1995: Unehrlich, verlogen und stinkfaul (Scumfuck Mucke)
- 1996: Hauptsache Peter (Split-EP mit Combat Shock, Bad Taste Records)
- 2003: Belladonna (Radio Blast Recordings)
- 2007: Split 7″ Schrottgrenze / junges glueck / Herrenmagazin / Janka

### Kompilationen
- 1996: Chaostage – Grüße aus Hannover
- 1997: Scumfuck Bizarr – Arschlecken Rasur und mehr (Scumfuck Mucke)
- 1999: Reibung, Baby! (Nice Guy Records)
- 2004: Demos 1994–2003 (Rocktypen)
- 2015: Fotolabor 1994–2015 (Tapete Records)